# Alloscirtetica sakakibarai
Alloscirtetica sakakibarai là một loài Hymenoptera trong họ Apidae. Loài này được Urban mô tả khoa học năm 1977.